# بونتسوو
بونتسوو (به بلغاری: Buntsevo) یک منطقهٔ مسکونی در بلغارستان است که در استان بلاگووگراد واقع شده‌است.